# Victor Serge
Victor Lvovich Kibalchich (Виктор Лвович Кибальчич) (Bruxelas, 1890-  Bélgica, 1947), conhecido por Victor Serge, foi um anarquista, revolucionário fecundo escritor, activo participante no processo revolucionário russo a partir da sua chegada a Petrogrado, em Fevereiro de 1919, trabalhando na recém fundada Comintern como jornalista, editor e tradutor. Crítico aberto do estalinismo, obrigado a abandonar a União Soviética fugindo à repressão e, como tantos outros revolucionário, faleceu no exílio mexicano.

## Primeira etapa vital e política
Nascido em Bruxelas, no seio de uma família russo-polaca de Narodniks. O pai, oficial da Guarda Imperial, foi membro do grupo Terra e Liberdade, e relacionado com Nikolai Kibaltchitch do grupo Vontade do Povo. Depois da detenção de Kibaltchitch (especialista dos foguetões, percursor da astronáutica) a seguir ao atentado que acabou com a vida de Alexandre II em 1881, o pai de Serge abandonou o país, arranjando emprego como professor no Instituto de Anatomia de Bruxelas.
A família mudou-se para França, onde chegou a envolver-se no colectivo de imigrantes russos mais politizados. Serge trabalhou como aprendiz de fotógrafo em Paris e depois como desenhador. Nessa época leu muito, sendo especialmente influenciado pelas teorias políticas de Peter Lavrov.
Serge foi inicialmente membro do Partido Socialista Revolucionário, mas por volta dos dezoito anos abandonou o socialismo e aderiu ao anarquismo. O seu primeiro artigo foi escrito em Setembro de 1908. Sob o pseudónimo de "Le Rétif" ("O Rebelde"), Serge escreveu numerosos artigos para Le Révolté e, a inícios de 1909, para L’Anarchie. Foi sustentador teórico do anarquismo individualista e do ilegalismo, entrando não raramente em confronto com as posições do editor de L’Anarchie, André Roulot ("Lorulot"), que era favorável a uma retórica menos inflamada. Em 1910, depois de uma cisão em L'Anarchie, Lorulot abandonou a publicação e Serge foi nomeado novo editor do jornal.
Mais tarde, seria julgado por alegado envolvimento nas acções delictuais do Bando Bonnot, em qualidade de instigador, sob o pseudónimo de Valentin. Nega-se a se declarar inocente e recusa-se a denunciar os camaradas, sendo condenado a cinco anos de prisão em condições de isolamento. Vários dos seus camaradas são executados.

## Viagem à Rússia e adesão à Revolução
Serge acha-se em prisão quando a Primeira Guerra Mundial começa. Prevê imediatamente que a guerra pode levar a Rússia caminho da revolução: "Os revolucionários sabiam bastante bem que o Império autocrático, com os seus carrascos, os seus massacres organizados, os seus requintes formais, a sua fome, as suas cadeias siberianas e inquidade antiga, nunca poderia sobreviver a guerra".
Em Setembro de 1914, Victor estava na prisão da ilha do rio Sena, a vinte e cinco milhas da Primeira batalha do Marne. A população local, suspeitando uma derrota francesa, dá em fugir, e durante algum tempo Serge e outros habitantes ficam prisioneiros dos alemães.
Após a sua libertação, em 1915, foi viver para a Barcelona, na Catalunha, voltando para França até que, depois da queda de Nicolau II em Fevereiro de 1917 na Rússia, tenta ir para a Rússia para aderir à Revolução em andamento. Porém, é detido e mantido preso sem prova até que, em 1918, a Cruz Vermelha Dinamarquesa interveio e organizou a troca de Serge e outros revolucionários por Bruce Lockhart e outros antibolcheviques que tinham sido presos na Rússia.
Assim, quando Serge chega à Rússia em 1919, adere aos Bolcheviques. Trabalha durante um tempo com Máximo Gorki, na editora da Literatura Universal. Logo a seguir é empregado por Gregory Zinoviev, que tinha sido eleito presidente da Executiva da Terceira Internacional. O conhecimento de línguas de Serge habilita-o para tomar conta da edição de publicações da nova organização.
Apesar de ser grande admirador de Lenine e da revolução, Victor Serge não poupa críticas aos aspectos que julga devem ser criticados da actuação do Governo soviético. Juntamente com Emma Goldman e Alexander Berkman, queixou-se pelo modo como o Exército Vermelho tratou os marinheiros implicados na Revolta de Kronstadt, dirigindo as queixas para Felix Dzerzhinsky como organizador da Cheka.
Em 1923, Serge incorpora-se à Oposição de Esquerda, liderada por Leon Trotsky. Crítico aberto do caminho ditatorial marcado por Josif Staline como novo governante do país, é considerado o primeiro a descrever por escrito o Governo soviético posterior a Lenine como "totalitário".
Em 1925, escreve O que todo revolucionário deve saber sobre a repressão, verdadeiro tratado sobre o funcionamento da Okhrana, polícia política czarista, após ter mergulhado na documentação e estudado os métodos da política contra-insurgente do Governo autocrático, cujos ensinamentos mantêm vigência para conhecer a lógica da repressão estatal.

## Repressão estalinista
Em 1928, Serge é expulso do Partido Comunista e inabilitado para trabalhar para o Governo. Nos anos seguintes, escreve O ano I da Revolução Russa (1930 - existe tradução brasileira, da Editora Ensaio) e dois romances: Homens em Prisão (1930) e O nascimento do nosso poder (1931), além de traduzir para francês as Memórias de Vera Figner. Todas essas obras são banidas da União Soviética e publicadas na França e Espanha.
Serge é detido e levado a prisão em 1933. A maior parte da Oposição de Esquerda acabou por ser executada, mas Serge conseguiu abandonar o país graças às pressões e protestos de sectores políticos em França, Bélgica e Espanha. A polícia secreta estalinista (GPU) obteve uma confissão da sua cunhada, Anita Russakova, a declarar que ela e Serge tinham andado envolvidos numa conspiração sob liderança de Trotsky.
Protestos contra o encarceramento de Serge tiveram lugar em diversas Conferências Internacionais. O caso levou a que em 1936 Staline declarasse estar a considerar a posta em liberdade de Serge, e Emile Vandervelde, veterano socialista belga integrado no Governo desse país, arranjou maneira de que Serge obtivesse um visto para morar na Bélgica. Os seus parentes não foram tão afortunados: a irmã, a sogra, a cunhada e dois dos seus cunhados, morreriam em prisão.
No prefácio de 1938 à sua obra O ano I da Revolução Russa, o revolucionário russo-belga Victor Serge sintetiza o que, na altura desse ano, tinham já suposto as perseguições políticas de Stalin:
"Dentre os homens cujos nomes serão encontrados nas págians seguintes deste livro, apenas um sobrevive, Trotsky, perseguido há dez anos e refugiado no México. Lenin, Dzerjinski e Tchitcherin morreram antes, evitando assim a prostrição. Zinoviev, Kamenev, Rykov e Bukharin foram fuzilados. Entre os combatentes da insurreição de 1917, o herói de Moscou, Muralov, foi fuzilado; Antonov-Ovseenko, que dirigiu o assalto ao Palácio de Inverno, desapareceu na prisão; Krylenko, Dybenko, Chliapnikov, Gliebov-Avilov, todos os membros do primeiro Conselho dos Comissários do Povo, tiveram a mesma sorte, assim como Smilga, que dirigia a frota do Báltico, e Riazanov; Sokolnikov e Bubnov, do Bureau político da insurreição estão presos, se é que ainda vivem; Karakhan, negociador em Brest-Litovsk, foi fuzilado; dos dois primeiros dirigentes da Ucrânia soviética, um Piatakov, foi fuzilado, e o outro, Racovski, velho alquebrado, está na prisão; os heróis das batalhas de Sviajsk e do Volga, Ivan Smirnov, Rosengoltz e Tukhatchevski foram fuzilados; Raskolnikov, posto fora da lei, desapareceu; dos combatentes dos Urais, Mratchkovsky foi fuzilado, Bieloborodov desapareceu na prisão; Sapronov e Vladimir Smirnov, combatentes de Moscou, desapareceram na prisão; o mesmo aconteceu com Preobrajenski, o teórico do comunismo de guerra; Sosnovski, porta-voz do Partido Bolchevique no primeiro Executivo Central dos sovietes da ditadura, foi fuzilado; Enukidze, primeiro secretário desse Executivo, foi fuzilado. A companheira de Lenin, Nadejda Krupskaia, terminou seus dias não se sabe em qual cativeiro… Dentre os homens da revolução alemã, Yoffe suicidou-se, Karl Radek está preso; Krestinski, que continuou atuando na Alemanha, foi fuzilado. Da oposição socialista-revolucionária de 1918, Maria Spiridonova, Trutovski, Kamkov, Karelin, provavelmente sobrevivem, porém na prisão já há 18 anos. Blumkin, que aderiu ao Partido Comunista, foi fuzilado. Entre os homens que, no Ano II, asseguraram a vitória da revolução, pequeno número ainda vive: Kork, Iakir, Uborevitch, Primakov, Muklevitch, chefes militares dos primeiros exércitos vermelhos, foram fuzilados; fuzilados os defensores de Petrogrado, Evdokimov e Okudjava, Eliava; fuzilado Fayçulla Khodjaev, que teve papel de grande importância na sovietização da Ásia Central; desaparecido na prisão, o presidente do Conselho dos Comissários dos Sovietes da Hungria, Bela-Kun…"

## Exílio e morte
À sua chegada a França em 1936, Serge publicou dois livros sobre a Revolução Russa e a sua degeneração: De Lenine a Staline (1937), e Destino de uma Revolução (1937). Publicou ainda vários romances e uma obra poética, Resistência (1938) sobre as suas experiências na Rússia.
Quando França foi invadida pela Alemanha em 1940, Serge junto ao seu filho Vlady Kibalchich, conseguiu fugir para o México, onde continuou a publicar romances como O longo crepúsculo e O caso do camarada Tulayev. A sua autobiografia, Memórias de um revolucionário, foi publicada nos Estados Unidos em 1945 (uma tradução para o português foi publicada no Brasil pela Cia. das Letras). Em 1947, pouco antes de morrer, escreve Trinta anos depois da Revolução Russa, tida pelo seu testamento político. Nele, mantém as suas convicções revolucionárias e socialistas, ao tempo que reconhece erros cometidos pelo Partido Bolchevique, os quais, junto às duras condições objectivas que enfrentaram pelo assédio capitalista, a derrota das expectativas revolucionárias na Europa e os precedentes de revoluções massacradas, explicam a deriva totalitária estalinista. Serge exculpa explicitamente Lenine e reconhece a sincera entrega da velha guarda bolchevique à causa da revolução mundial. Não duvida em apoiar a experiência revolucionária russa e o partido de Lenine, se bem que afirme que as novas lutas anticapitalistas deverão assumir novas formas no futuro.
A saúde de Serge foi piorando em consequência dos seus períodos de prisão em França e na Rússia. No entanto, continuou a escrever até a sua morte, acontecida na capital do México a 17 de Novembro de 1947, por um ataque cardíaco.